# Wout D'Heer
Wout D'Heer (Dendermonde, 26 aprile 2001) è un pallavolista belga, centrale della Lube.

## Carriera

### Club
La carriera di Wout D'Heer inizia nel 2012 nelle giovanili del JTV Brigand, mentre nel 2015 passa in quelle del Vilvoorde. Nella stagione 2019-20 esordisce nella Liga A belga grazie all'ingaggio da parte del VDK Gent: resta nella stessa divisione anche nell'annata successiva vestendo però la maglia dell'Aalst.
Nella stagione 2020-21 si trasferisce in Italia, firmando per la Trentino, in Superlega, con cui vince la Supercoppa italiana 2021, lo scudetto 2022-23 e la Champions League 2023-24. Nell'annata 2024-25 indossa la casacca della Prisma Taranto, mentre in quella successiva milita tra le fila della Lube, sempre in Superlega.

### Nazionale
Dal 2016 al 2020 viene convocato nella nazionale belga under 20 con cui si aggiudica la medaglia di bronzo al campionato europeo 2018 e 2020. Nel 2017 è in quella under 17, conquistando la medaglia d'argento al campionato europeo, e in quella under 21. Dal 2017 al 2019 fa inoltre parte della selezione under 19, con cui ottiene, nel 2019, la medaglia d'oro al campionato WEVZA e quella d'argento al XV Festival olimpico della gioventù europea. Nel 2018 è nella nazionale under 18.
Nel 2019 ottiene le prime convocazioni nella nazionale maggiore, aggiudicandosi nel 2024 l'argento alla Volleyball Challenger Cup.

## Palmarès

### Club
- Campionato italiano: 1

2022-23
- Supercoppa italiana: 1

2021
- CEV Champions League: 1

2023-24

### Nazionale (competizioni minori)
- Campionato europeo under 17 2017
- Campionato europeo under 20 2018
- Campionato WEVZA under 19 2019
- Festival olimpico della gioventù europea 2019
- Campionato europeo under 20 2020
- Volleyball Challenger Cup 2024

### Premi individuali
- 2020 - Campionato europeo under 20: Miglior centrale